# Nathan Adrian (baloncestista)
Nathan Adrian (Morgantown (Virginia Occidental), 21 de marzo de 1995) es un baloncestista estadounidense, que pertenece a la plantilla del Pallacanestro Forlì 2.015 de la Serie A2, la segunda categoría del baloncesto italiano. Con 2,06 metros de estatura, juega en la posición de ala-pívot .

## Trayectoria deportiva
Jugó cuatro temporadas con los West Virginia Mountaineers de la Universidad de Virginia Occidental y tras no ser elegido en el Draft de la NBA de 2017, estuvo alejado de las canchas por motivos familiares.
En la temporada 2019-20, llega a Francia para jugar en el JSA Bordeaux Basket de la Nationale Masculine 1, en el que disputa 26 partidos, promediando 17,27 puntos de media.
El 26 de octubre de 2020, firma por el MBС Mykolaiv de la Superliga de Baloncesto de Ucrania, en la que promedia 17,94 puntos en 31 encuentros disputados en la temporada 2020-21.
El 19 de julio de 2021, fichó por dos temporadas con New Basket Brindisi de la Lega Basket Serie A, la máxima categoría del baloncesto italiano.
El 18 de agosto de 2022 firmó con el Pallacanestro Forlì 2.015 de la Serie A2, la segunda categoría del baloncesto italiano.